# Danger Mouse (tv-serie)
Danger Mouse er en britisk animeret tv-serie, produceret af FremantleMedia og Boulder Media.

## Danske stemmer[1]
- Caspar Phillipson som Danger Mouse
- Mathias Klenske som Vindsløv
- Torbjørn Hummel som Oberst K
- Therese Fischerson som Skrårkenkluk
- Sonny Lahey som Baron Grønbug
- Peter Secher Schmidt som Professor Skinkehånd
- Anders Glud Jensen som Fortæller